# Dobrosav Krstić
Dobrosav Krstić (Novi Sad, 5 febbraio 1934 – 3 maggio 2015) è stato un calciatore jugoslavo, di ruolo centrocampista.